# Lista de canções número um na Brasil Hot Popular Songs em 2012

## Histórico
| Data         | Canção                        | Artista(s)           | Ref.          |
| ------------ | ----------------------------- | -------------------- | ------------- |
| Janeiro 7    | "Nega"                        | Luan Santana         | [ 1 ]         |
| Janeiro 14   | "Ai Se Eu Te Pego"            | Michel Teló          | [ 2 ]         |
| Janeiro 21   | "Ai Se Eu Te Pego"            | Michel Teló          | [ 2 ]         |
| Janeiro 28   | "Humilde Residência"          | Michel Teló          | [ 2 ]         |
| Fevereiro 4  | "Buque de Flores"             | Thiaguinho           | [ 3 ]         |
| Fevereiro 11 | "Nega"                        | Luan Santana         | [ 4 ]         |
| Fevereiro 18 | "Nega"                        | Luan Santana         | [ 5 ]         |
| Fevereiro 25 | "Nega"                        | Luan Santana         | [ 6 ]         |
| Março 3      | "Humilde Residência"          | Michel Telo          | [ 7 ]         |
| Março 10     | "Nega"                        | Luan Santana         | [ 8 ]         |
| Março 17     | "Humilde Residência"          | Michel Telo          | [ 7 ]         |
| Março 24     | "Humilde Residência"          | Michel Telo          | [ 7 ]         |
| Março 31     | "Humilde Residência"          | Michel Telo          | [ 7 ]         |
| Abril 7      | "Humilde Residência"          | Michel Telo          | [ 9 ]         |
| Abril 14     | "Humilde Residência"          | Michel Telo          | [ 9 ]         |
| Abril 21     | "Humilde Residência"          | Michel Telo          | [ 9 ]         |
| Abril 28     | "Humilde Residência"          | Michel Telo          | [ 9 ]         |
| Maio 5       | "Humilde Residência"          | Michel Telo          | [ 10 ]        |
| Maio 12      | "Humilde Residência"          | Michel Telo          | [ 10 ]        |
| Maio 19      | "Eu Quero Tchu Eu Quero Tcha" | João Lucas & Marcelo | [ 10 ]        |
| Maio 26      | "Eu Quero Tchu Eu Quero Tcha" | João Lucas & Marcelo | [ 10 ]        |
| Junho        | "Humilde Residência"          | Michel Teló          | [ 11 ]        |
| Julho        | "Sou o Cara pra Você"         | Thiaguinho           | [ 12 ]        |
| Agosto       | "Te Vivo"                     | Luan Santana         | [ 13 ]        |
| Setembro     | "Te Vivo"                     | Luan Santana         | [ 14 ] [ 15 ] |
| Outubro      | "Te Vivo"                     | Luan Santana         | [ 16 ]        |
| Novembro     | "Te Vivo"                     | Luan Santana         | [ 17 ]        |
| Dezembro     | "Esse Cara Sou Eu"            | Roberto Carlos       | [ 18 ]        |